# Gento
Gento (auch Genzo, auch Gentu oder gar Gentunis) war der jüngste Sohn des Vandalenkönigs Geiserich in der Zeit des Vandalenreiches in Nordafrika (5. Jahrhundert n. Chr.).
Die spätantiken Quellen berichten nicht sehr viel von ihm. Sein Vater schenkte ihm reichen Grundbesitz im Afrika. Er diente als Flottenführer unter seinem Vater. 468 war er bei der Verteidigung gegen den Angriff der römischen Flotte erfolgreich und konnte das feindliche Kriegsschiff mit dem Legaten Johannes entern. Gento versprach dem Johannes eine ehrenvolle Gefangenschaft, doch zog dieser es vor ins Meer zu springen.
Gento starb vor dem Jahr 477 im Kampf. Er hatte mindestens vier Kinder: Gunthamund und Thrasamund wurden selbst Könige der Vandalen, dazu kamen die weiteren Söhne Godagis und Gelarid.